# Fiordo Kaiser Franz Joseph
Fiordo Kaiser Franz Joseph (en danés: Kejser Franz Josef Fjord; Greenlandic Kangerluk Kejser Franz Joseph) es un importante sistema de fiordos en el área perteneciente al Parque Nacional NE de Groenlandia, en el este de Groenlandia.

## Geografía
El fiordo Kaiser Franz Joseph tiene su desembocadura en la bahía Foster del mar de Groenlandia, entre el cabo Mackenzie en el extremo oriental de la isla de la Sociedad Geográfica y el cabo Franklin, el extremo sur de la península de Gauss. La isla Bontekoe se encuentra en la bahía frente a su desembocadura. El fiordo se extiende hacia el oeste por unos 100 km. Luego, a nivel de Eleonore Bay, cursa en dirección NNE/SSW durante unos 32 km, doblando nuevamente hacia el oeste en el cabo Mohn, el extremo occidental de la isla Ymer. El fiordo continua bifurcándose nuevamente con el Isfjord y extendiéndose a este nivel hacia el noroeste por más de 60 km.
Coincido con dos fiordos afluentes, el más ancho se llama Nordfjord —con el gran glaciar Waltershausen en su cabecera y el fiordo Muskox (fiordo Moskusokse) bifurcándose hacia el este— y el más estrecho llamado Geologfjord —que contiene el glaciar Nunatak, bifurcan desde el lado norte del fiordo Franz Joseph, a unos 70 km de su entrada. El fiordo Dusen en la isla Ymer se une al fiordo Franz Joseph en el lado sur, más cerca de su desembocadura. El Castillo del Diablo (Teufelsschloss) es una montaña prominente de roca rojiza con una franja más clara que se extiende diagonalmente a lo largo de su cara y que se encuentra cerca del lado sur del cabo Petersens, el extremo noroeste de la isla Ymer.
El glaciar Nordenskiöld desemboca en la cabecera del fiordo Kaiser Franz Joseph, a sólo 7 km (4,3 mi) al oeste de la desembocadura del fiordo Kjerulf, marcando el límite sur de Fraenkel Land y el extremo norte de Goodenoughland.
El fiordo está delimitado por la península de Suess Land y la isla Ymer al sur. El estrecho Antártico las separa y conecta el Franz Joseph con el sistema del fiordo Rey Oscar al sur. Al norte del fiordo se encuentran Frænkel Land, Andrée Land y la península de Gauss.
Las ramas del fiordo Kaiser Franz Joseph son:
- Fiordo de Dusen
- Sonido Antártico
- fiordo norte
  - Fiordo del buey almizclero
- Fiordo Geolog
- Isfjord
- Fiordo de Kjerulf

Dado que su estructura está formada por profundos valles e inundados, el fiordo Kaiser Franz Joseph casi no tiene islas de pequeño tamaño en el interior de su curso. La pequeña y rocosa isla Bjorne (Bjørneø) está situada cerca de la desembocadura del Geologfjord, al norte del cabo Weber, el extremo más oriental de Andrée Land. Ättestupan es un acantilado que se eleva a una altitud de 1300 m (1421,7 yd) desde la costa sur de Frænkel Land, en el lado norte del fiordo Kaiser Franz Joseph. 

## Historia
El fiordo Franz Joseph fue examinado y explorado parcialmente por primera vez por la Segunda Expedición Alemana al Polo Norte (1869-1870) y recibió el nombre de Fiordo Kaiser Franz Joseph en honor a Francisco José, emperador de Austria-Hungría, quien había hecho importantes donaciones a esa expedición.